# Vengeance (2006)
Vengeance (2006) foi um evento em pay-per-view de luta livre profissional produzido pela World Wrestling Entertainment (WWE), que aconteceu em 25 de junho de 2006, no Charlotte Bobcats Arena em Charlotte, Carolina do Norte. Esta foi a sexta edição na cronologia do Vengeance. Contou com a participação dos lutadores do programa Raw.

## Antes do evento
Vengeance teve combates de luta profissional de diferentes lutadores com rivalidades e histórias pré-determinadas, que se desenvolveram no Raw — programa de televisão da WWE. Os lutadores interpretaram um vilão ou um mocinho seguindo uma série de eventos para gerar tensão, culminando em várias lutas.
| Nº                                          | Resultados                                                                                                 | Estipulações                                              | Tempo |
| ------------------------------------------- | --- | --------------------------------------------------------- | ----- |
| Dark                                        | Val Venis derrotou Rob Conway                                                                              | Luta individual                                           | N/A   |
| 1                                           | Randy Orton derrotou Kurt Angle                                                                            | Luta individual                                           | 12:50 |
| 2                                           | Umaga (com Armando Alejandro Estrada) derrotou Eugene (com Jim Duggan, Doink the Clown e Kamala)           | Luta individual                                           | 1:26  |
| 3                                           | Ric Flair derrotou Mick Foley por 2-0                                                                      | Luta de duas quedas                                       | 7:32  |
| 4                                           | Johnny Nitro (com Melina) derrotou Shelton Benjamin (c) e Carlito                                          | Luta triple threat pelo WWE Intercontinental Championship | 12:01 |
| 5                                           | Rob Van Dam (c) derrotou Edge (com Lita)                                                                   | Luta individual pelo WWE Championship                     | 17:55 |
| 6                                           | Imposter Kane derrotou Kane                                                                                | Luta individual                                           | 7:00  |
| 7                                           | John Cena derrotou Sabu por submissão                                                                      | Luta Extreme Lumberjack                                   | 6:38  |
| 8                                           | D-Generation X (Triple H e Shawn Michaels) derrotou The Spirit Squad (Kenny, Johnny, Mitch, Nicky e Mikey) | Luta handicap 2-contra-5                                  | 17:45 |
| (c) – Refere-se aos campeões antes da luta. | |                                                           |       |

1. ↑  Os lumberjacks foram: Viscera, Trevor Murdoch, Lance Cade, Rob Conway, Snitsky, Matt Striker, Charlie Haas, Val Venis, Tommy Dreamer, Balls Mahoney, Stevie Richards, Little Guido Maritato, Roadkill, Danny Doring, Justin Credible, Al Snow, e The Sandman.